# Boris Godál
Boris Godál (* 27. května 1987, Trenčín) je slovenský fotbalový obránce, který v současné době hraje za klub FC Spartak Trnava. Mimo Slovensko působil na klubové úrovni v Polsku.

## Klubová kariéra
S fotbalem začal v MŠK Lúka. Mezi jeho další angažmá patří: FK AS Trenčín, OTJ Moravany nad Váhom a Zagłębie Lubin.
V říjnu 2013 si v dresu Zagłębie přivodil zranění levého kolena (v 11. kole Ekstraklasy proti Śląsku Wrocław, prohra 0:2), které jej vyřadilo na dlouhou dobu ze hry. Musel podstoupit operaci.
V červnu 2015 se dohodl na roční smlouvě s opcí se slovenským týmem FC Spartak Trnava. V létě 2016 podepsal se Spartakem novou čtyřletou smlouvu.

## Reprezentační kariéra
V březnu 2013 figuroval v širší nominaci slovenského národního týmu pro kvalifikační zápas s Litvou (22. března) a přátelské utkání se Švédskem (26. března, oba zápasy měly dějiště v Žilině na stadiónu Pod Dubňom). Do žádného z nich nezasáhl.